# Watusi
El Watusi (A veces llamado Uatusi) es un género de baile en solitario que disfrutó de gran popularidad a principios de la década de 1960. Fue una de las locuras de baile más populares de la década de 1960 en los Estados Unidos. El término "watusi" es un antiguo nombre para el pueblo tutsi de África, cuyas tradiciones incluyen bailes espectaculares. El nombre de la danza estadounidense puede haber sido inspirado, en particular, por una escena en la película de 1950 Las minas del rey Salomón, que contó con bailarines tutsi, o por su secuela Watusi (Regreso a las minas del rey Salomón).

## Historia
The Orlons, un grupo vocal de la ciudad de Filadelfia, tuvo el mayor éxito de su carrera como artistas discográficos con su grabación del tema llamado "The Wah-Watusi" (Cameo 218), que debutó en el Billboard Hot 100 el 9 de junio de 1962 y se mantuvo en el Hot 100 durante 14 semanas; alcanzó su punto máximo en el número 2 y mantuvo la posición durante dos semanas. En la lista de R&B, el sencillo alcanzó el puesto 5.
Esta no fue la única versión de la canción que llegó a las listas de éxitos. El 18 de enero de 1963, Chubby Checker lanzó su versión única de "The Wah-Watusi" (lado B de Cameo 221). Más tarde ese año, Smokey Robinson y los Milagros también grabaron su propia versión. Las portadas populares de la canción incluyen a Annette Funicello y The Isley Brothers. The Vibrations había lanzado previamente un sencillo de R&B en 1961 llamado "The Watusi" (EE. UU. # 25).
También en 1963, el músico puertorriqueño de jazz Ray Barretto obtuvo su primer éxito con una canción llamada "El Watusi", y aunque no inventó el estilo de baile, llegó a ser encasillado como relacionado con él. La grabación de Barretto, "El Watusi" (Tico 419), debutó en el Billboard Hot 100 singles chart el 27 de abril de 1963 y se mantuvo en el Hot 100 durante 9 semanas; alcanzó su punto máximo en el  número 17 durante 9 semanas. The Ventures hicieron una versión de Barretto en su álbum de 1965, Let's Go!.
En México en 1963, durante la época del rock and roll, la versión en español de The Wah-Watusi, fue lamada Mi rebeldito, e interpretada por la cantante Julissa con bastante éxito.
El "Monkey Watusi" se aparece en el sencillo de 1964 "Hey Harmonica Man" de Stevie Wonder . "The Watusi", junto con "The Twist", se menciona en la "letra" fragmentaria del collage sonoro de los Beatles "Revolution 9". "The Watusi" también se menciona con frecuencia en la canción de Patti Smith Horses / Land of a Thousand Dances / La Mer (de) en su álbum de 1975, Horses .
"El Watusi" fue una de las inspiraciones de la canción de Exodus "The Toxic Waltz", en su álbum de 1989, Fabulous Disaster.
El baile fue fundamental para "We Love You Miss Pringle". El episodio 26 de la segunda temporada de la serie de televisión My Favorite Martian se emitió por primera vez el 28 de marzo de 1965.

## Pasos
En el clásico Watusi, el bailarín está casi parado con las rodillas ligeramente flexionadas, aunque puede avanzar y retroceder uno o dos pequeños pasos rítmicos. Los brazos, con las palmas planas en línea, se sostienen casi rectos, alternativamente se mueven hacia arriba y hacia abajo en la vertical. La cabeza se mantiene alineada con la parte superior del torso, pero puede moverse ligeramente para acentuar el movimiento del brazo. En el baile, que se hizo popular en la subcultura de surf/playera estadounidense de la década de 1960, el bailarín suele simular que sus pies están en la arena.